# Matične stanice
Matična krvna stanica je pluripotentna stanica koštane srži koja ima ova osnovna svojstva: sposobnost samoobnavljanja, sposobnost diferencijacije i sposobnost proliferacije. Morfološki se ne može razlikovati od malih limfocita koštane srži. Ima ih stotinjak tisuća do nekoliko milijuna. Dijele se približno svakih pet dana, ukupno 200 do 300 mitoza tijekom života. No samoobnavljanje Matične krvne stanice je ograničeno, tako da i ona umire s vremenom. Matičnih je stanica u čovjekovom organizmu dovoljno za više ljudskih života za sve krvne stanice mijelopoeze i imunopoeze. 
Od pluripotentne matične stanice nastaju sve stanice krvi: eritrociti, leukociti, trombociti i limfociti. Prvi korak matične stanice prema određenoj vrsti krvnih stanica je slučajan, dok je svaki drugi korak strogo usmjeren: mikrookružjem i faktorima rasta sve do konačne ciljne stanice: eritrocita, leukocita, trombocita i limfocita.

## Uloga
Razvoj na polju matične stanice izraslo je iz istraživanja kanadskih znanstvenika Ernesta A. McCullocha i Jamesa E. Tilla iz 1960-ih. Postoje tri kategorije matičnih stanica sisavaca: embrijske matične stanice, koje potječu od blastocistee, odrasle matične stanice, koje se mogu naći u tkivu odraslih osoba, te u rebraste matične stanice, koje se nalaze u kružnim rebrima.Najnoviji način dolaska do matičnih stanica je iz pupkovine ili umbilikalne krvi. Transplantacija krvi iz pupkovine je područje medicine koje se brzo razvija, posebno u liječenju zloćudnih bolesti, a očekuje se da će se uskoro primjenjivati u liječenju kardiovaskularnih te neurodogenerativnih bolesti. U embriju u razvoju, matične stanice se mogu diferencirati u sva specijalizirana embrijska tkiva. Kod odraslih organizama, matične stanice djeluju kao sustav popravka za tijelo, nadopunjujući specijalizirane stanice.
Pošto se matične stanice mogu uzgajati i transformirati u specijalizirane stanice s karakteristikama konzistentnim sa stanicama raznih tkiva kao što su mišići i živci uz pomoć kulture stanica, predložena je njihova upotreba u medicinske svrhe. Konkretno, embrijske kulture stanica stvorene uz pomoć terapeutskog kloniranja i matične stanice odraslih osoba iz koštane srži su obećavajući kandidati.

## Karakteristike
Matična stanica posjeduje ove karakteristike:
- Samoobnavljanje – sposobnost stanice proći kroz nekoliko krugova diobe stanica a da pri tom zadrži nediferencirano stanje.

- Neograničena potencija – sposobnost stanice diferencirati u bilo koji tip stanice odraslih osoba.

Pod neograničenom potencijom se misli na potencijal diferenciranja (tj. na potencijal da se diferencira u različite tipove stanica) matične stanice. Totipotentne matične stanice se stvaraju pri spajanju jajašca i spermija. 
Ove stanice se mogu diferencirati u embrijske i izvanembrijske tipove stanica. Pluripotentne matične stanice su potomci totipotentne stanice koje se mogu diferencirati u stanice sloja klica. Multipotentne matične stanice mogu stvoriti samo stanice blisko povezane obitelji stanica. Unipotentne stanice mogu stvoriti samo jedan tip stanica, ali imaju sposobnost samoobnavljanja koja ih razdvaja od nematičnih stanica.

## Embrijske matične stanice
Embrijske matične stanice su kulture stanica izvedene od ebiplastnog tkiva unutrašnje mase stanica blastocista. Blastocista je rani razvoj embrija – otprilike 4 do 5 dana starog fetusa koji ima sve 50 do 150 stanica. Embrijske stanice su pluripotentne te daju razvoj sljedećim slojevima: Ektoderma, Endoderma i Mezoderma. Dakle, mogu se razviti u svaku od više od 200 tipova stanica odraslog tijela čovjeka kada imaju dovoljnu stimulaciju za specifičan tip stanica. Ne pridonose izvanembrijskoj membrani ili placenti.
Kada nemaju podražaj za diferencijaciju, embrijske stanice će nastaviti dijeliti se in vitro a svaka sestrinska stanica će ostati pluripotentna.
Do danas, skoro svako istraživanje je obavljeno uz pomoć embrijskih matičnih stanica stanica miša (mES) ili ljudskih embrijskih matičnih stanica (hES). Obje vrste imaju izvorske karakteristike matičnih stanica, ali zahtijevaju drugačija okruženja kako bi zadržale svoje nediferencirano stanje. Embrijske stanice miša se uzgajaju na sloju želatina i zahtijevaju prisutnost Leukemia Inhibitory Factor (LIF). Ljudske matične stanice se uzgajaju na sloju embrijskih firoblasta miša (MEF) i zahtijevaju prisutnost firoblastnog faktora rasta (bFGF ili FGF-2). Bez optimalnih uvjeta ili genetske manipulacije embrijske matične stanice bi se ubrzano diferencirale. Ljudska embrijska matična stanica je također definirana i prisutnošću raznih transkripcijskih faktora i proteina površine stanice. Transkripcijski faktori Oct-4, Nanog i Sox2 čine srž nadzorne mreže koja osigurava obuzdavanje gena koje vode do diferencijacije i zadržavanja pluripotencije. Proteini površine stanice koji se koriste za identifikaciju hES stanica su glikolipidi SSEA3 i SSEA4 te antigeni Tra-1-60 i Tra-1-81.

## Odrasle matične stanice
Matične stanice odraslog čovjeka su nediferencirane stanice koje se mogu naći u tijelu djece i odraslih osoba. One se mogu dijeliti kako bi zamijenile umiruće stanice i regenerirale oštečeno tkivo. Znane su i kao somatske matične stanice, i može ih se naći kod djece i odraslih osoba. Upotreba odrasle matične stanice u svrhu istraživanja nije toliko kontroverzno kao embrijske matične stanice, jer proizvodnja odraslih stanica ne zahtijeva uništenje embrija. Među novijem napredovanju u terapiji odrasle matične stanice su i tretmani za Parkinsonovu bolest, dijabetes i ozljede hrpetne moždine.

## Porijeklo
Kako bi osigurale samoobnavljanje, matične stanice prolaze dva tipa diobe stanica. Simetrična dioba daje dvije identične sestrinske stanice koje su obdarene s osobinama matičnih stanica. Asimetrična dioba, s druge strane, stvara samo jednu matičnu stanicu i jednu praotac stanicu s ograničenim potencijalom samoobnavljanja. Praotac stanice mogu proći kroz nekoliko kruga diobe stanica prije diferencijacije u zrelu stanicu.

## Kontroverze oko istraživanja matičnih stanica
Postoji kontroverza oko istraživanja matičnih stanica zbog tehnike oko stvaranja i upotrebe tih stanica. Istraživanje matičnih stanica ljudskog embrija je osobito kontroverzno jer, sa sadašnjim stanjem tehnologije, započeti kulturu stanica zahtijeva uništenje ljudskog embrija i/ili terapeutsko kloniranje. 
Protivnici istraživanja naglašavaju da je ta praksa sklizak teren. S druge strane neki istraživači inzistiraju da je neophodno voditi takva istraživanja jer bi novo otkrivene tehnologije mogle imati značajne medicinske potencijale te da bi se ostaci embrija stvoreni za invitro fertilizaciju mogli donirati za istraživanja. To je pak u direktnom konfliktu s pobornicima pokreta za život, koji smatraju da je i ljudski embrij živo biće. Mnoge vlade diljem svijeta su stoga krenule s regulacijom te teme. Tako je primjerice u SAD-u predsjednik Bill Clinton još 1995. potpisao zakon kojim se zabranjuje državi financirati istraživanja gdje se stvaraju ili uništavaju ljudski embriji.

## Vanjske poveznice
- Medicina.hr – Što su matične stanice?  Arhivirana inačica izvorne stranice od 24. veljače 2009. (Wayback Machine)
- National Geographic Hrvatska – Matična stanica  Arhivirana inačica izvorne stranice od 24. ožujka 2008. (Wayback Machine)
- PLIVAmed.net – matične stanice regeneriraju kronično ishemičan miokard  Arhivirana inačica izvorne stranice od 23. ožujka 2008. (Wayback Machine)
- STEP – Što kaže znanost o kloniranju?  Arhivirana inačica izvorne stranice od 17. veljače 2009. (Wayback Machine)
- Tell me about stem cells.org
- Miodrag Stojković s Instituta za genetiku Sveučilišta u Newcastleu - Intervju  Arhivirana inačica izvorne stranice od 23. ožujka 2008. (Wayback Machine)
- Stem cells basics